# Yoshihiro Nishida
Yoshihiro Nishida (西田 吉洋 Nishida Yoshihiro?), född 30 januari 1973 i Ehime prefektur, är en japansk före detta fotbollsspelare.
Nishida började sin karriär 1995 i Sanfrecce Hiroshima. Efter Sanfrecce Hiroshima spelade han för Kyoto Purple Sanga, Avispa Fukuoka, Tokyo Verdy och Consadole Sapporo. Han spelade 166 ligamatcher. Han avslutade karriären 2003.